# Винюкова, Надежда Александровна
Надежда Александровна Винюкова (род. 20 июня 1996) — российская пловчиха, чемпионка России на короткой воде, мастер спорта России международного класса. Специализируется в плавании на спине.

## Биография
Надежда Винюкова родилась 20 июня 1996 года.

## Карьера
Личным тренером Надежды Винюковой является Валерий Альбертович Измайлов.
В ноябре 2012 года Надежда стала чемпионкой России на короткой воде, победив в плавании на спине на дистанции 50 метров. Винюкова обошла Маргариту Нестерову на 0,04 секунды. Она также стала седьмой на 100 метрах, и пятой на дистанции вдвое длиннее.
В июне 2013 выступила на чемпионате России в Москве, где заняла четвёртое место на дистанции 50 метров на спине, уступив бронзовому призёру Александре Папуше лишь 0,01 секунды. В ноябре во время чемпионата России на короткой воде, Надежда защитила титул на дистанции 50 метров на спине, а на 100 метрах стала шестой.
На чемпионате России 2014 года вновь вышла в финал дистанции 50 метров на спине, но стала там последней. В ноябре 2014 года стала восьмой на 100-метровой дистанции на спине на короткой воде, чемпионкой в комбинированной эстафете 4 по 50 метров, выступая на первом этапе за сборную Москвы, а также серебряным призёром на дистанции 50 метров.
На чемпионате России на короткой воде 2015 года завоевать личных медалей не смогла, но в составе комбинированных эстафет стала чемпионкой и бронзовым призёром на дистанциях 4×50 и 4×100 метров, соответственно.
В ноябре 2016 года завоевала две золотые медали чемпионата России на короткой воде в комбинированных эстафетах, выступая теперь за сборную Санкт-Петербурга.
На чемпионате России на короткой воде в ноябре 2017 года завоевала золотую медаль в составе сборной Санкт-Петербурга  в комбинированной эстафете 4 по 50 метров, а на дистанции 50 метров на спине вышла в финал, но была дисквалифицирована.
На чемпионате России 2018 года в Москве сумела выйти в полуфинал на дистанции 50 метров на спине, но заняла лишь 16 место. В ноябре 2018 года в комбинированной эстафете 4 по 50 метров на короткой воде завоевала бронзовую медаль чемпионата России, затем разделила личную «бронзу» с Мариной Кравченко из Волгоградской области на дистанции 50 метров.
В апреле 2019 года участвовала в чемпионате России на трёх индивидуальных дистанциях: 50 и 100 метров на спине и 100 метров вольным стилем. Ни в одной из этих дисциплин Надежда не смогла выйти в полуфиналы, заняв 24-е, 22-е и 72-е места, соответственно. При этом, на дистанции 100 метров вольным стилем она улучшила свой лучший результат, показав время 58,98 с.